# دوغ سوبيرناو
دوغلاس أندرسون سوبرناو (26 سبتمبر 1960 - 13 نوفمبر 2020)، هو فنان لموسيقى الريف الأمريكي. بعد عدة سنوات من الأداء كموسيقي محلي في جميع أنحاء ولاية تكساس، وقع مع BNA Records في عام 1993.

## روابط خارجية
- دوغ سوبيرناو على موقع IMDb (الإنجليزية)
- دوغ سوبيرناو على موقع ميوزك برينز (الإنجليزية)
- دوغ سوبيرناو على موقع ديسكوغز (الإنجليزية)
- دوغ سوبيرناو في قاعدة بيانات الأفلام على الإنترنت